# Pietro Bussolo
Pietro Bussolo, auch Pietro da Bussero, (* um 1460 in Bussero; † um 1526 in Bergamo) war ein italienischer Bildhauer, Bildschnitzer der lombardischen Renaissance.

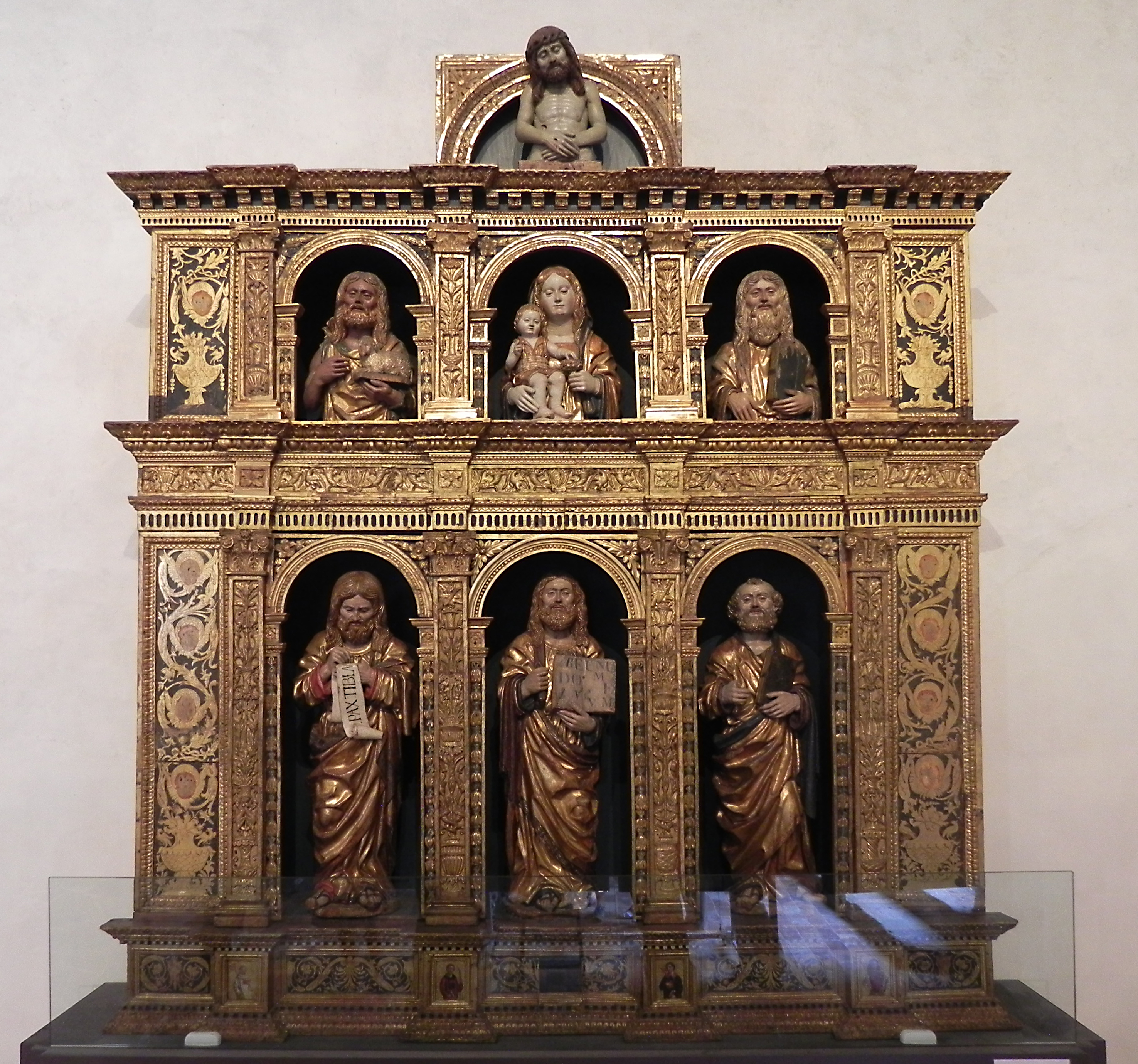
Pietro Bussolo, Altarretabel von San Bartolomeo, polychromes und vergoldetes Holz, 1495–1496, Kirche San Bartolomeo, Albino

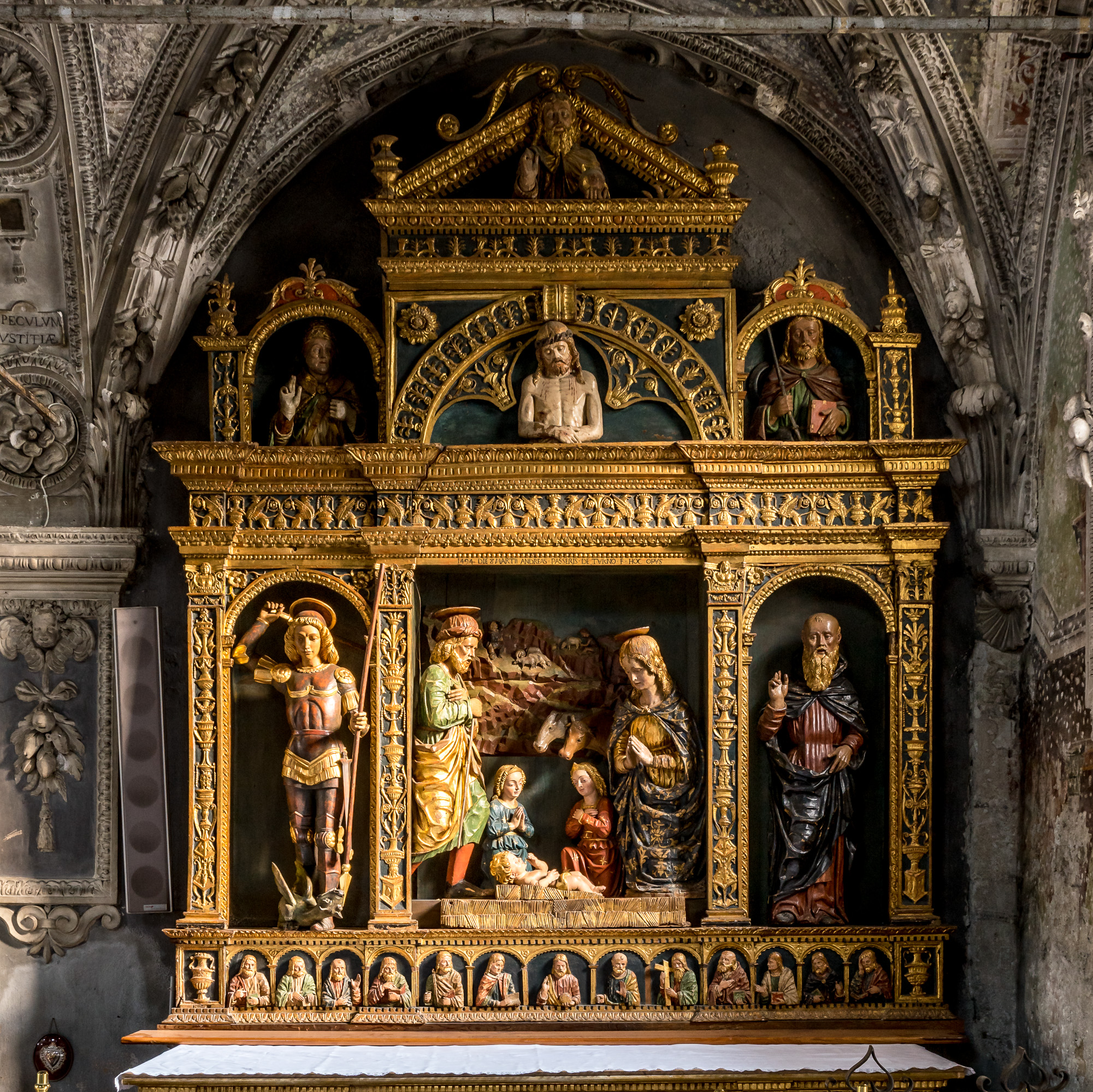
Pietro Bussolo, Altarretabel mit der Geburt Christi, polychromes und vergoldetes Holz, 1492, Kapelle der Beata Vergine, Kirche San Giorgio, Grosio

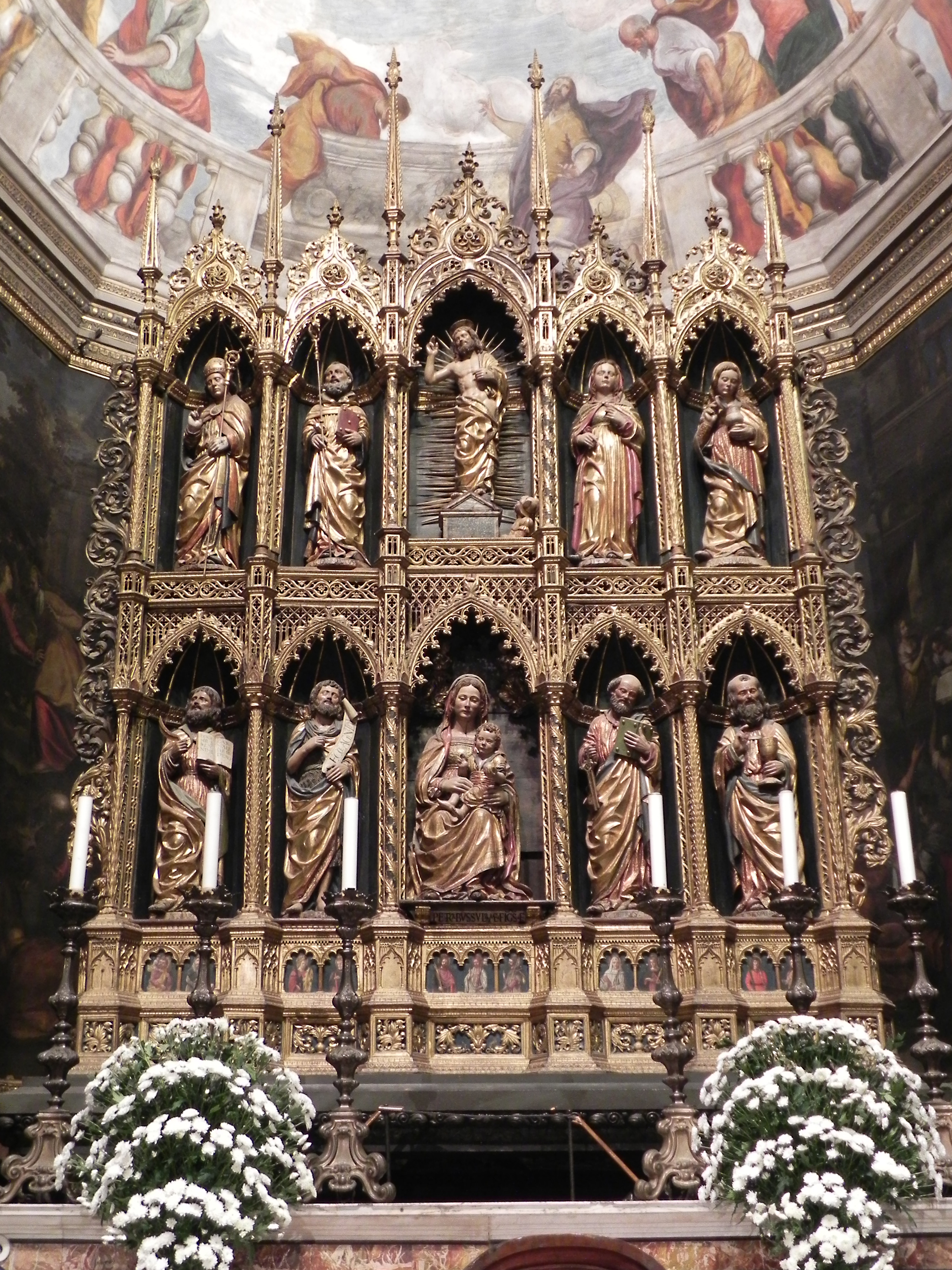
Altarretabel aus Holz des Hauptaltars des Duomo di Salò, polychromes und vergoldetes Holz, Altarretabeli von Bartolomeo da Isola Dovarese und Statuen von Pietro Bussolo

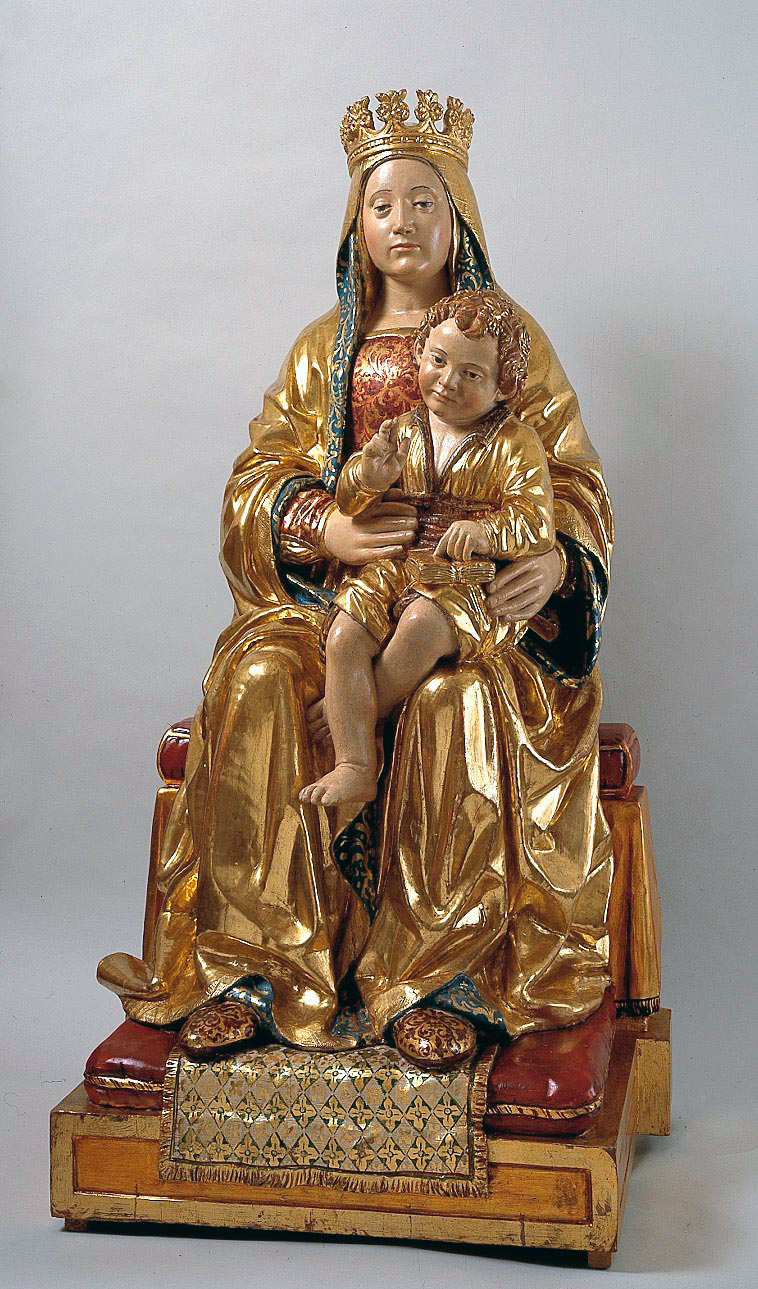
Madonna mit Kind, polychromes und vergoldetes Holz, Piano di Bovegno

## Leben
Pietro Bussolo war Sohn eines Meisters Giovanni. Dank eines zwischen 1524 und 1529 erstellten Status Animarum (Einwohnerzählung) der Gemeinde Salò, in dem er als siebzig Jahre alt bezeichnet wird, wird sein Geburtsdatum heute auf die Zeit zwischen 1460 und 1462 zurückgeführt.

### Die Anfänge: von Mailand ins Veltlin
Die Informationen über die künstlerische Ausbildung des Bildhauers sind rar. Im März 1478 nahm ihn der Meister Enrico Corani in seine Werkstatt auf, um ihn in der Kunst des „intagliorum figurarum de lignaminis et alterius materiem“ (deutsch = das Schnitzen von Figuren aus Holz und anderem Material) zu unterrichten. Festgelegt wurde das in seinem ersten Vertrag aus dem Jahr 1480 . Aus den ersten erhaltenen Dokumenten geht hervor, dass er kurz nach seiner Volljährigkeit eine eigene, gut etablierte Werkstatt mit Assistenten hatte, und dass er seinen Partner Marco Garidolfi entließ. Aus dieser Phase seiner künstlerischen Tätigkeit ist fast alles verloren gegangen, einschließlich der Werke für die Certosa di Pavia und das „Altarbild der Kirche Santa Maria in San Martino“ in Treviglio (1485). Das einzige erhaltene Werk aus dieser frühen Produktion ist die Statue des Hl. Christophorus in der Kirche San Cristoforo in Mailand. An dieser Skulptur kann man erkennen, dass der Bildhauer in seiner Bildsprache noch dem spätgotischen Stil verpflichtet war (z. B. im Detail der Locken des Kindes).
Am Bau des Marienheiligtums Santa Maria presso San Satiro, wo Pietro mit den Bildhauern Giovanni Battaggio, Gabriele Battaggio und Agostino Fonduli zusammenarbeitete, sollte seine Bildsprache eine grundlegende Wendung gegenüber seinem frühen Schaffen erfahren. Hier nahm er alle Neuerungen der Mailänder Kunst jener Zeit in sich auf, was in dem 1492 gemalten Altarretabel der Geburt in Grosio deutlich zu sehen ist. In der Anordnung der Ornamente und der Struktur des architektonischen Rahmens lässt sich deutlich ein Bezug zur Incisione Prevedari (= Gravuren in Messing) erkennen. Die Verzierungen mit Vasen und Chimären des Frieses erinnern an die in Terrakotta von Agostino de Fondulis ebenfalls in der Kirche Santa Maria presso San Satiro, während die Figuren in den Nischen des Altarbildes durch eine leicht zusammengezogene Anatomie und sogenannte Papierdrapierungen gekennzeichnet sind, typisch für die Skulptur dieser Zeit und die Malerei von Künstlern wie Bernardino Butinone. Im letzten Jahrzehnt des 15. Jahrhunderts zog er in die Gegend von Bergamo. Registriert ist sein Wohnsitz in Borgo Sant’Antonio im Jahr 1490. Der Vertrag, der 1492 für ein Altarbild für die Pfarrkirche in Ranica abgeschlossen wurde, ist verschollen. Hier wurde er als „intayador de anchoni“ bezeichnet.
Zu den in der ersten Periode des Bergamo-Aufenthalts erstellten Werke zählen das große Kruzifix in der Abtei Sant’Egidio in Fontanella (bereits Ardesio), die  Madonna und Kind  in der Ortschaft Nese von Alzano Lombardo und San Bernardino in der Kirche von San Bernardino (Bergamo, Pignolo Center). Bussolo zeigt dank kurzer Rückkehr in die Hauptstadt des Herzogtums (1491–1492 und 1494–1495). Es gibt auch eine gewisse Adaption von Leonardo, wie beispielsweise in den Vorhängen der Madonna von Nese ein Zitat aus der ersten Version der Felsgrottenmadonna. In Bergamo und in den umliegenden Tälern, insbesondere in Val Seriana, werden zahlreiche wichtige Werke Bussolos aufbewahrt: Ancona di San Bartolomeo in Albino, 1495–1496, das Polyptychon von Sant’Andrea für Villa d’Adda (heute im Museo Adriano Bernareggi), 1495–1500, San Pietro im Polyptychon von Desenzano al Serio, das nach 1499–1500 und das Altarretabel von Gandino, das zwischen 1499 und 1501 mit Mitarbeitern hergestellt wurde, und von dem heute nur noch einige wenige Statuen erhalten sind.
In diesen Jahren modifizierte der Bildhauer die Härte der Werke der frühen 1990er Jahre zugunsten eines stumpferen Klassizismus, der auch von den drei Statuen von Pietro Lombardo auf dem Altar der Cappella Colleoni von 1491 beeinflusst ist. Aus dieser Zeit dürften auch die „beiden verlorenen hölzernen Altarbilder“ stammen, die für die heute zerstörte Kirche Santo Stefano in Bergamo angefertigt und in den Schriften von Marcantonio Michiel erwähnt wurden. Andere Skulpturen, die heute bekannt sind, wie die Santa Maria Maddalena, die sich in Pagliaro befindet und das Bild Christus auferstanden in der Ortschaft Gromo San Marino der Gemeinde Gandellino, wenn nicht von ihm selbst, so doch aus seinem Umkreis. Diese Werke lassen erkennen, wie sehr seine künstlerische Sprache die lokalen Schnitzer beeinflusste.

### Von Bergamo bis Salò
In den ersten Monaten des Jahres 1499 schickte die Stadtverwaltung von Salò zwei Beauftragte nach Bergamo, um die Werke Bussolos zu sehen und mit ihm in Kontakt zu treten. Im selben Jahr zog der Bildhauer nach Salò, da er den Auftrag erhielt, das Altarbild für den Hauptaltar der Kathedrale zu vollenden. Der Altar war in seiner architektonischen Struktur von Bartolomeo da Isola Dovarese fertiggestellt worden, es fehlten  aber noch die zehn Statuen für die Nischen. Die Skulpturen bilden das Meisterwerk der künstlerischen Reife des Bussolos Künstlerische Tatsachen zwischen Leonardo, Vincenzo Foppa und Bernardo Zenale lehnten nach einer persönlichen Interpretation ab. In der Kathedrale von Salò und dem Werk von Bussolo kann man die Altäre der Heiligen Katharina und des Heiligen Josef (entstanden zwischen 1510 und 1516) sowie die Statue des Heiligen Josef und des Heiligen Antonius bewundern, zwei Figuren, die Maria und den trauernden Johannes den Evangelisten darstellen (vielleicht ursprünglich an den Seiten des Kruzifixes von Giovanni Teutonico, das ebenfalls in der Kathedrale aufbewahrt wird), und, wenn auch nicht sein eigenes, so doch aus der Nähe seines Wirkungskreises, einen Christus, der ursprünglich am Kreuz hing und jetzt überarbeitet und in ein hölzernes Trauergewand gekleidet ist.

### Die letzten Jahre
1516 kehrte er nach Mailand zurück. Aber das veränderte kulturelle Klima war für die Arbeit des Bildschnitzers nicht günstig, und es sind keine Aufträge dokumentiert. Im Jahr 1521 kehrte er nach Garda zurück, wo er mit der Gemeinde Muslone ein Triptychon vereinbarte, von dem nur noch die Madonna mit Kind mit ihrem weichen Faltenwurf erhalten ist. Zwischen 1524 und 1529 ist er in der Gemeinde Salò nachgewiesen. Seine künstlerische Produktion endete in Bergamo am Bau der Basilica Santa Maria Maggiore. Zwischen 1525 und 1526 realisiert er zwei Tierskulpturen, die über dem Gebälk der Ikonostase montiert sind. Der Künstler wurde für eine dritte fantastisches Tierskulptur bezahlt, die begonnen und nie geliefert wurde, vielleicht wegen seines plötzlichen Todes in Mailand.

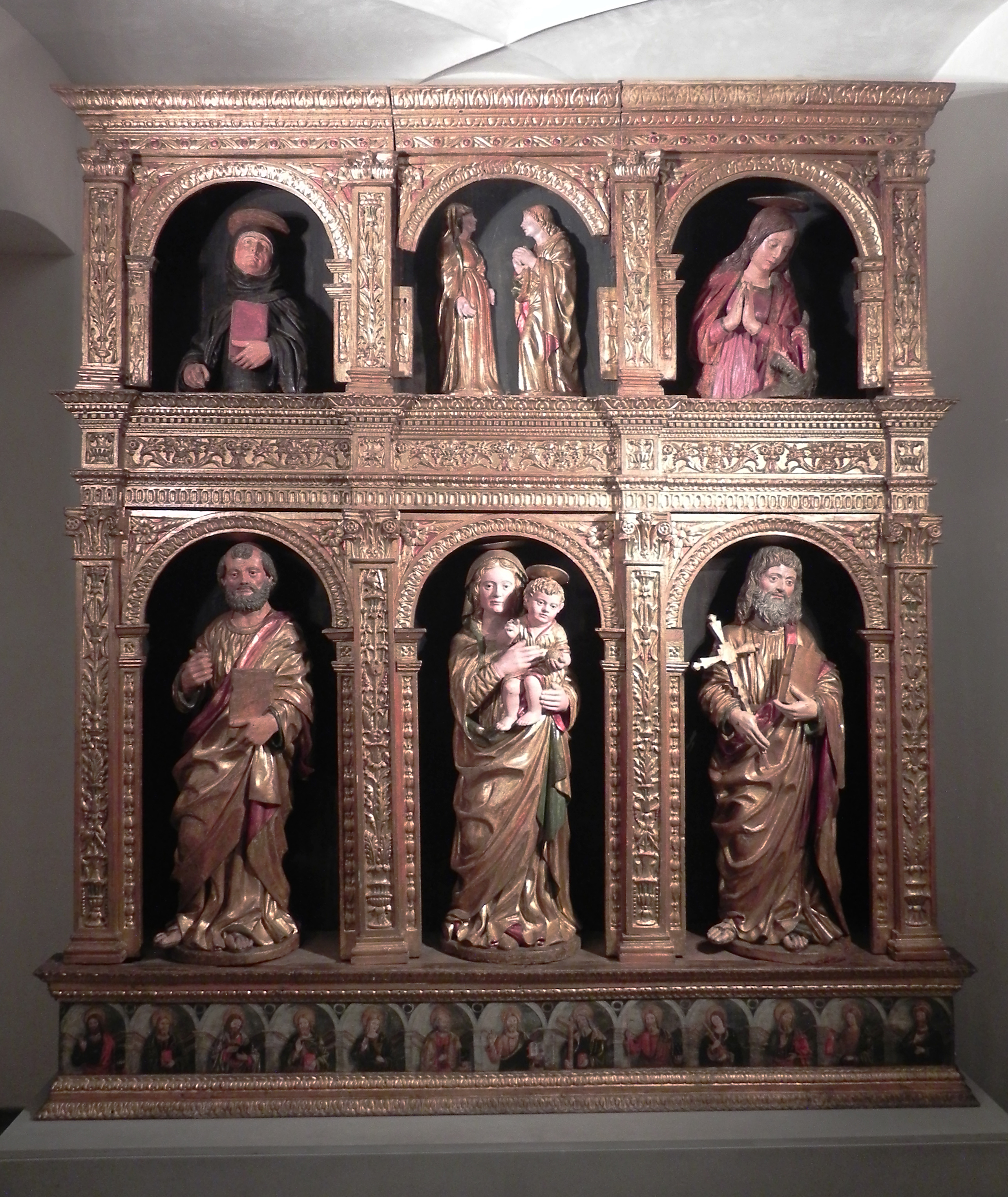
Pietro Bussolo, Polyptychon von St. Andreas, 1495–1500, Museo Adriano Bernareggi

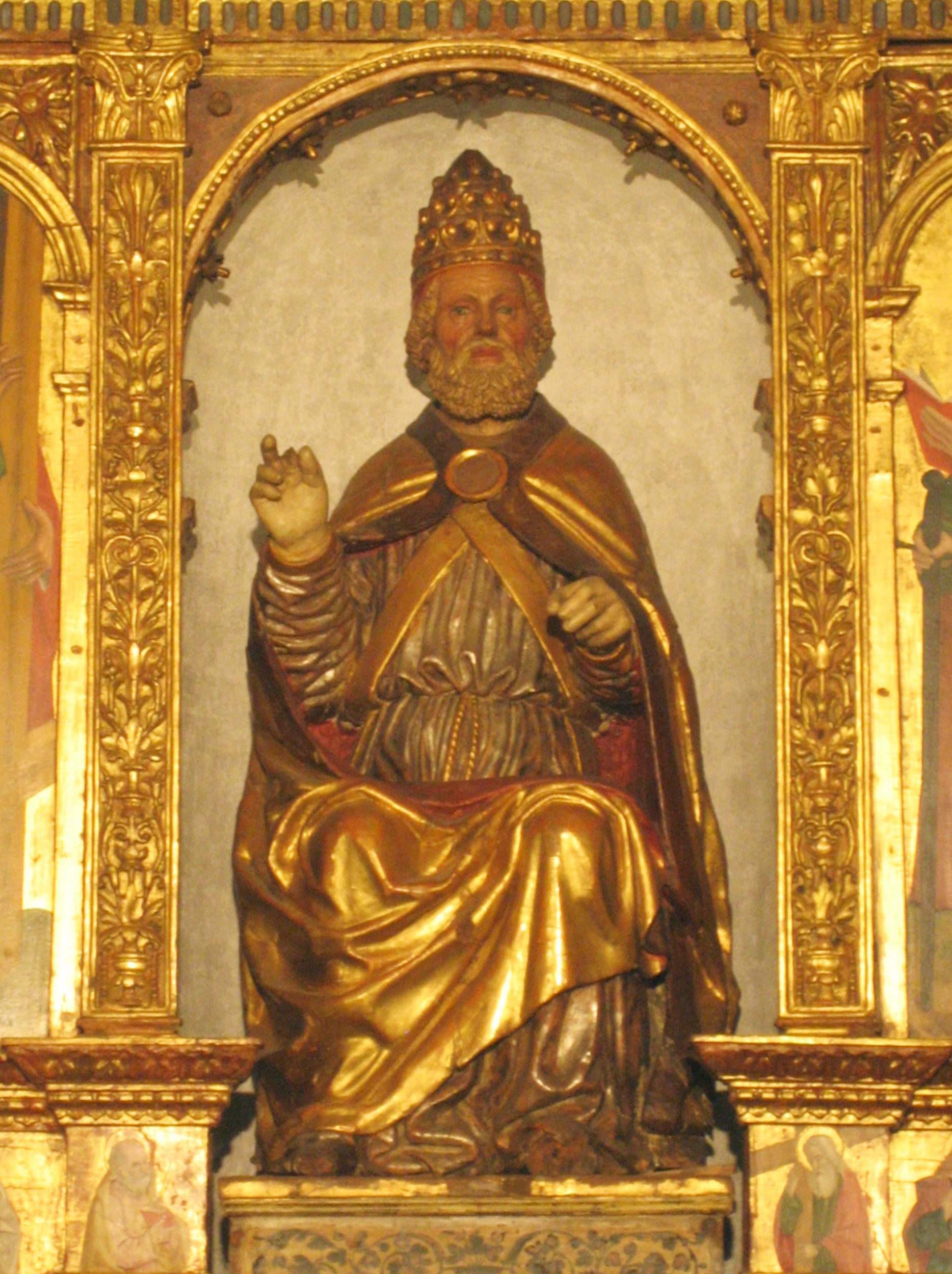
Pietro Bussolo, San Pietro, Detail des Polyptychons von St. Peter, 1499/1500, Kirche San Pietro, Desenzano al Serio

## Werke
- San Cristoforo, 1480/85 circa, geschnitztes und bemaltes Holz, Mailand, Kirche San Cristoforo sul Naviglio
- Polittico della Natività, 1492, geschnitztes, bemaltes und vergoldetes Holz, Grosio, Kirche San Giorgio
- Crocifisso, 1490/95, geschnitztes und bemaltes Holz, Fontanella al Monte, Abbazia rettoria di Sant’Egidio in Fontanella
- Madonna col Bambino, 1490/95 circa, geschnitztes, bemaltes und vergoldetes Holz, Nese di Alzano Lombardo, Santuario della Madonna del Giglio
- San Gioacchino, 1490 circa, geschnitztes, bemaltes und vergoldetes Holz, Paris, Musée des Arts Décoratifs
- San Bernardino, 1490 circa, geschnitztes, bemaltes und vergoldetes Holz, Trient, Musei Civici
- San Bernardino, 1490/95, geschnitztes, bemaltes und vergoldetes Holz, Bergamo, Kirche San Bernardino in Pignolo
- Due Santi, 1490/95, geschnitztes, bemaltes und vergoldetes Holz, Bergamo, Privatsammlung
- Madonna con Bambino, 1490/95, geschnitztes, bemaltes und vergoldetes Holz, Bergamo, Privatsammlung
- Ancona di San Bartolomeo, 1495/96, bemaltes, polychromes und vergoldetes Holz, Albino, Kirche San Bartolomeo
- Polittico di Sant’Andrea, 1495/1501, geschnitztes, bemaltes und vergoldetes Holz, Bergamo, Museo Adriano Bernareggi
- Madonna con Bambino, 1498/1501, geschnitztes, bemaltes und vergoldetes Holz, Gandino, Museo della Basilica
- San Bernardino da Siena o Sant’Antonio da Padova e Sant’Alessandro martire, 1498/1501, geschnitztes, bemaltes und vergoldetes Holz Gandino, Kirche Santa Croce e Sant’Alessandro
- Madonna orante, 1500 circa, geschnitztes, bemaltes und vergoldetes Holz, Turin, collezione privata
- San Vigilio Vescovo, Ende des 15. Jahrhunderts, geschnitztes, bemaltes und vergoldetes Holz, Mantua, collezione privata
- Sant’Antonio Abate, Ende des 15. Jahrhunderts, geschnitztes, bemaltes und vergoldetes Holz, Mantua, collezione privata
- Sant’Antonio Abate, Ende des 15. Jahrhunderts, geschnitztes, bemaltes und vergoldetes Holz, Erba, Kirche Santa Maria degli Angeli
- Polittico di San Pietro, Anfang des 16. Jahrhunderts, geschnitztes, bemaltes und vergoldetes Holz, Desenzano al Serio, Pfarrkirche San Pietro
- Polittico Imago Pietatis, 1501, geschnitztes, bemaltes und vergoldetes Holz, Gandino, Museo delle Orsoline di Gandino
- Ancona con santi (zehn Statuen), 1499/1501, geschnitztes, bemaltes und vergoldetes Holz, Salò, Dom Santa Maria Annunziata
- San Giuseppe, Anfang des 16. Jahrhunderts, geschnitztes, bemaltes und vergoldetes Holz, Salò, Dom Santa Maria Annunziata
- Sant’Antonio, Anfang des 16. Jahrhunderts, geschnitztes, bemaltes und vergoldetes Holz, Salò, Dom Santa Maria Annunziata
- Madonna in trono, Anfang des 16. Jahrhunderts, geschnitztes, bemaltes und vergoldetes Holz, D’Annunzio-Sammlung, die zerstört wurde
- Maria e San Giovanni dolenti, Anfang des 16. Jahrhunderts, geschnitztes, bemaltes und vergoldetes Holz, Salò, Dom Santa Maria Annunziata
- Santi Francesco e Agata, Anfang des 16. Jahrhunderts, geschnitztes, bemaltes und vergoldetes Holz, Salò, Kirche von San Bernardino, gestohlen
- Sant’Antonio Abate, 1510 circa, bemaltes, polychromes und vergoldetes Holz, Bagolino, Kirche San Giorgio
- Madonna con Bambino, 1510 circa, bemaltes, polychromes und vergoldetes Holz, Gargnano, Ortschaft Bogliaco, Santuario del Crocifisso
- San Rocco, 1510 circa, bemaltes, polychromes und vergoldetes Holz, Gargnano, Ortschaft Bogliaco
- Madonna con Bambino, 1510 circa, bemaltes, polychromes und vergoldetes Holz, Bovegno, località Piano, Chiesa di Santa Maria Assunta
- Madonna adorante il Bambino, 1510/15, bemaltes, polychromes und vergoldetes Holz, Carobbio degli Angeli, Pfarrkirche Santo Stefano Protomartire
- Madonna con Bambino, 1521 circa, bemaltes, polychromes und vergoldetes Holz, Gargnano, Ortschaft Muslone, Kirche San Francesco
- Fantastische Tiere und phytomorphe dekorative Motive, 1525/26, geschnitztes Holz, Bergamo, Basilica di Santa Maria Maggiore
- Büste eines Kardinals, 1495/1500 circa, geschnitztes, bemaltes und vergoldetes Holz, Paris 1999, Standort unbekannt
- Apostolo orante, unsichere Datierung, geschnitztes Holz, Standort unbekannt.